# Le Champ-Saint-Père
Le Champ-Saint-Père é uma comuna francesa na região administrativa da Pays de la Loire, no departamento de Vendéia. Estende-se por uma área de 24,67 km². Em 2010 a comuna tinha 1 858 habitantes (densidade: 75,3 hab./km²).